# 艾克林根
艾克林根（德語：Eicklingen）是德国下萨克森州的一个市镇。总面积22.79平方公里，总人口3216人，其中男性1598人，女性1618人（2011年12月31日），人口密度141人/平方公里。

## 友好城市
- 法國 多维尔